# Oda (Ostfrankenreich)
Oda, auch Ota oder Uta (* um 873/874 vermutlich in Velden; † nach 30. November 903), war als Gemahlin Arnolfs von Kärnten ostfränkische Königin und römische Kaiserin sowie Mutter von Ludwig IV. dem Kind.

## Leben
Oda stammte vermutlich aus dem Adelsgeschlecht der Konradiner. Um 888 heiratete sie den ostfränkischen König Arnolf. Durch diese Verbindung erhoffte sich jener die Unterstützung der Konradiner, die über Lothringen, Rheinfranken, Hessen und Bayern herrschten. 
Auf einer Versammlung in Forchheim Ende Mai 889 wollte Arnolf von den Großen seine beiden außerehelichen Söhne Zwentibold und Ratold aus zwei Konkubinaten als seine Nachfolger anerkennen. Nach den Annales Fuldenses leisteten einige Franken den Schwur mit dem Vorbehalt, dass er nur gelten sollte, falls dem König kein legitimer Sohn geboren würde. Erst 893 gebar Oda schließlich den gewünschten männlichen Erben Ludwig.
Gegen Ende von Arnolfs Regierungszeit trat Oda in historischen Dokumenten mehrmals für den Erhalt der Privilegien der bedeutenden Klöster Kremsmünster und Altötting sowie der Bischofskirchen Worms und Freising ein. Offensichtlich hatte sie ihren Gemahl während seiner Regierungsjahre tatkräftig unterstützt. Dabei schaffte sie sich jedoch auch Feinde; kurz vor dem Tod ihres bereits schwerkranken und regierungsunfähigen Gemahls musste sie sich im Juni 899 in Regensburg gegen die Anklage des Ehebruchs verteidigen, konnte den Vorwurf jedoch durch 72 Eideshelfer erfolgreich abwenden. Es war dies der zweite Prozess dieser Art in der Geschichte des Mittelalters: Erst 12 Jahre zuvor war die Kaiserin Richardis desselben Vergehens angeklagt worden.
Oda vermachte die bedeutenden Ländereien Brixen und Föhring aus ihrem Witwengut ihrem Sohn Ludwig zur Ausstattung der Bischofskirchen von Säben und Freising. Sie dürfte nach dem Tod ihres Gemahls in ihre fränkische Heimat zurückgekehrt sein und wurde nach ihrem Tod an der Seite ihres Gemahls im Kloster Sankt Emmeram zu Regensburg beigesetzt.

## Herkunft
Zu Odas Herkunft liegen unterschiedliche Quellen vor, in der Forschung ist die Frage umstritten. Friedrich Stein hatte 1872 gezeigt, dass Oda keine Schwester Konrads des Älteren war, und angenommen, dass ihr Vater Berengar oder Berthold war, zwei Brüder und Onkel Konrads aus der Familie der Konradiner. Diese Auffassung wird auch heute noch weitgehend akzeptiert. Hintergrund der Vermutungen in Richtung der Konradiner sind die Bezeichnungen propinquus Ludovici und nepos amabilis, die den Söhnen Konrads des Älteren in Bezug auf König Ludwig das Kind gegeben werden.
Donald C. Jackman sieht diese Bezeichnungen, insbesondere mit dem Zusatz amabilis, als Hinweis auf eine wesentlich engere Verwandtschaft, als von Stein und Eduard Hlawitschka aufgezeigt, allerdings nicht auf der väterlichen, sondern auf der mütterlichen Seite: er kommt zu dem Schluss, dass Königin Oda als Mutter König Ludwigs und Glismut als Mutter König Konrads Schwestern gewesen seien. Daraus schließt er insbesondere, dass weder Berengar noch Berthold Odas Vater waren, sowie dass Oda nicht zur Familie der Konradiner gehören kann. Eine Folge seiner Annahme ist, dass König Konrad I. als Vetter ersten Grades der nächste Blutsverwandte Ludwigs war, was – nach Jackman – bei der Königswahl im Jahr 911 eine entscheidende Rolle spielte.
Georg Spitzlberger sieht den niederbayerischen Markt Velden als den Geburtsort von Oda. Der Ort nahm um die Geburtszeit als Königshof eine zentrale Stellung ein.